# De Elft
De Elft is een buurtschap in de gemeente Hollands Kroon in de Nederlandse provincie Noord-Holland. De Elft wordt ook als Elft geschreven.
De Elft ligt net ten zuiden van Hippolytushoef. De Elft is het start- of eindpunt van de Oude Zeedijk, gebouwd rond 1600, deze is acht kilometer lang en loopt naar de buurtschap De Hoelm. De dijk wordt ook wel de Wierdijk genoemd. Deze dijk is namelijk versterkt met een wierriem, zeegras. De dijk is een cultuurhistorische monument. Tevens om de plantensoorten die er leven op en langs de dijk. De dijk is alleen bij De Hoelm te bezichtigen, bij De Elft staat alleen op het begin/eindpunt een informatiebord.
De Elft was in het begin van ontstaan altijd klein geweest maar rond 1800 groeide het aantal inwoners. In 1840 woonde er 75 inwoners. De verdere groei bleef daarna uit omdat iets ten noorden gelegen Hippolytushoef ook sterk bleef groeien en veel meer ruimte had om te groeien.
Tot 31 december 2011 behoorde De Elft tot de gemeente Wieringen die per 1 januari 2012 in een gemeentelijke herindeling is samengegaan tot de gemeente Hollands Kroon.
Dorpen en gehuchten: Anna Paulowna · Barsingerhorn · Breezand · Den Oever · Haringhuizen · Hippolytushoef · De Haukes · Kleine Sluis · Kolhorn · Kreil · Kreileroord · Lutjewinkel · Middenmeer · Moerbeek · Nieuwe Niedorp · Nieuwesluis · Oosterklief · Oosterland · Oude Niedorp · Slootdorp · Smerp · Stroe · De Strook · Terdiek · Tolke (deels) · Van Ewijcksluis · Vatrop · 't Veld · Verlaat (deels) · Westerklief · Westerland · Wieringerwaard · Wieringerwerf · Winkel · Zijdewind

Buurtschappen: Blokhuizen · Dam · De Belt · De Bomen · De Elft · Emaus · Gelderse Buurt · De Gest · Groetpolder · Hanedoes · De Heid · De Hoelm · Hogebieren · Hollebalg · De Kampen · Langereis (deels) · De Leijen · Lutjekolhorn · Mientbrug · Noord-Stroe · Noordburen · Noorderbuurt · De Normer · Poolland · Spoorbuurt · Tin · Vennik (deels) · Wateringskant · De Weel (deels) · De Weere · Westeinde  · Zandburen

Noord-Holland: Steden en dorpen    Nederland: Provincies · Gemeenten